# Flagellánsok

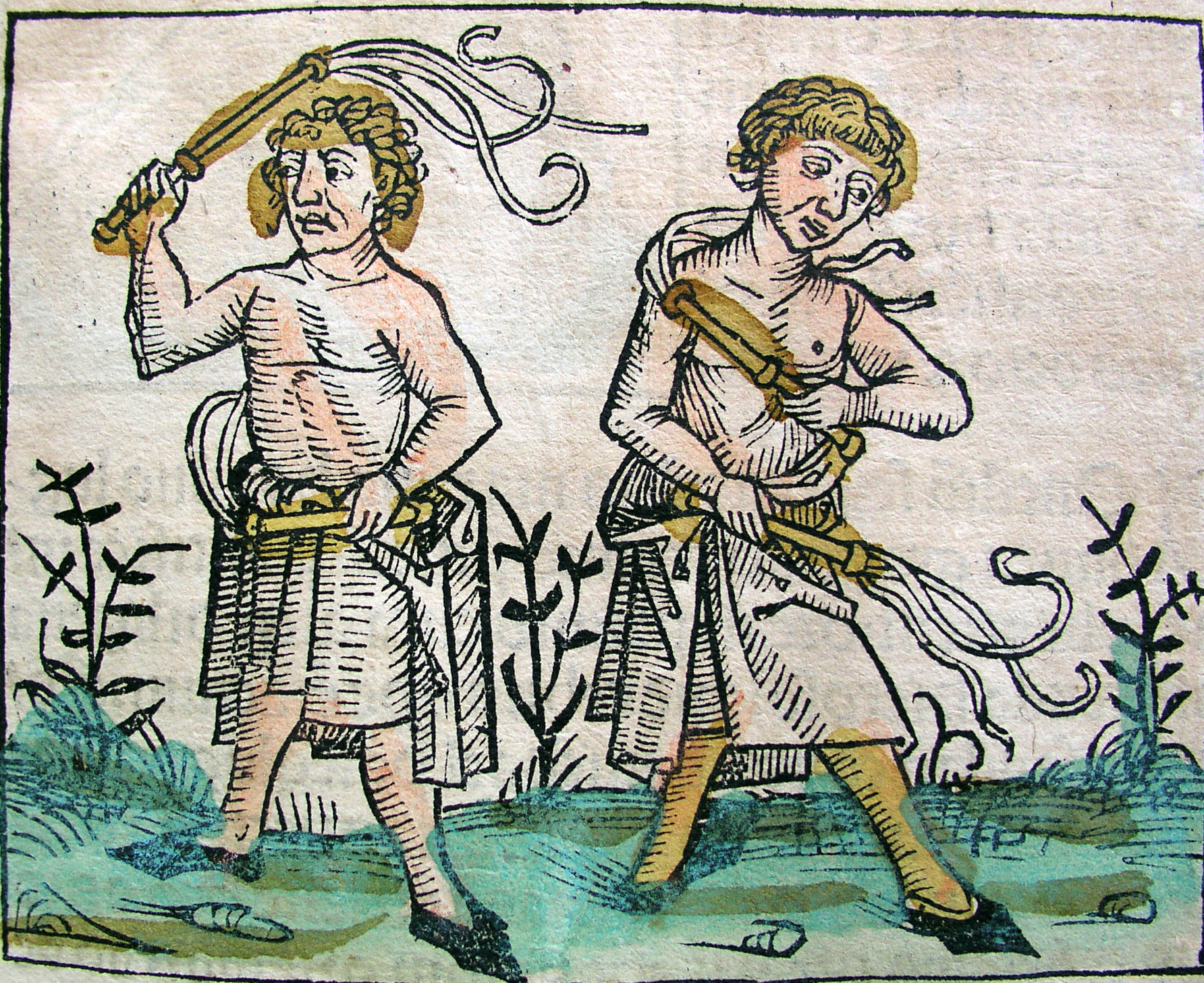
Flagellánsok ábrázolása egy középkori szinezett fametszeten

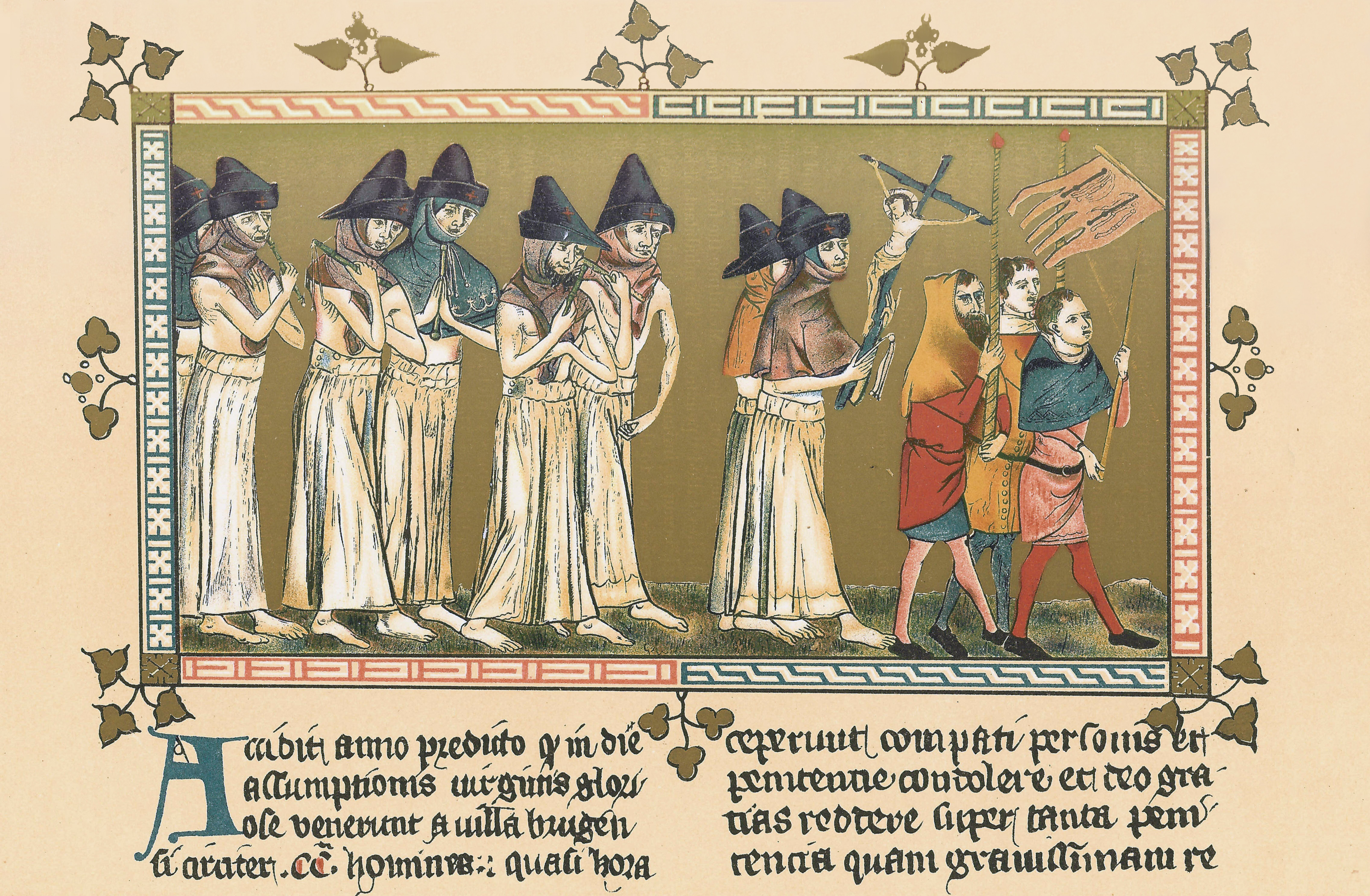
Flagellánsok (miniatúra 1349)

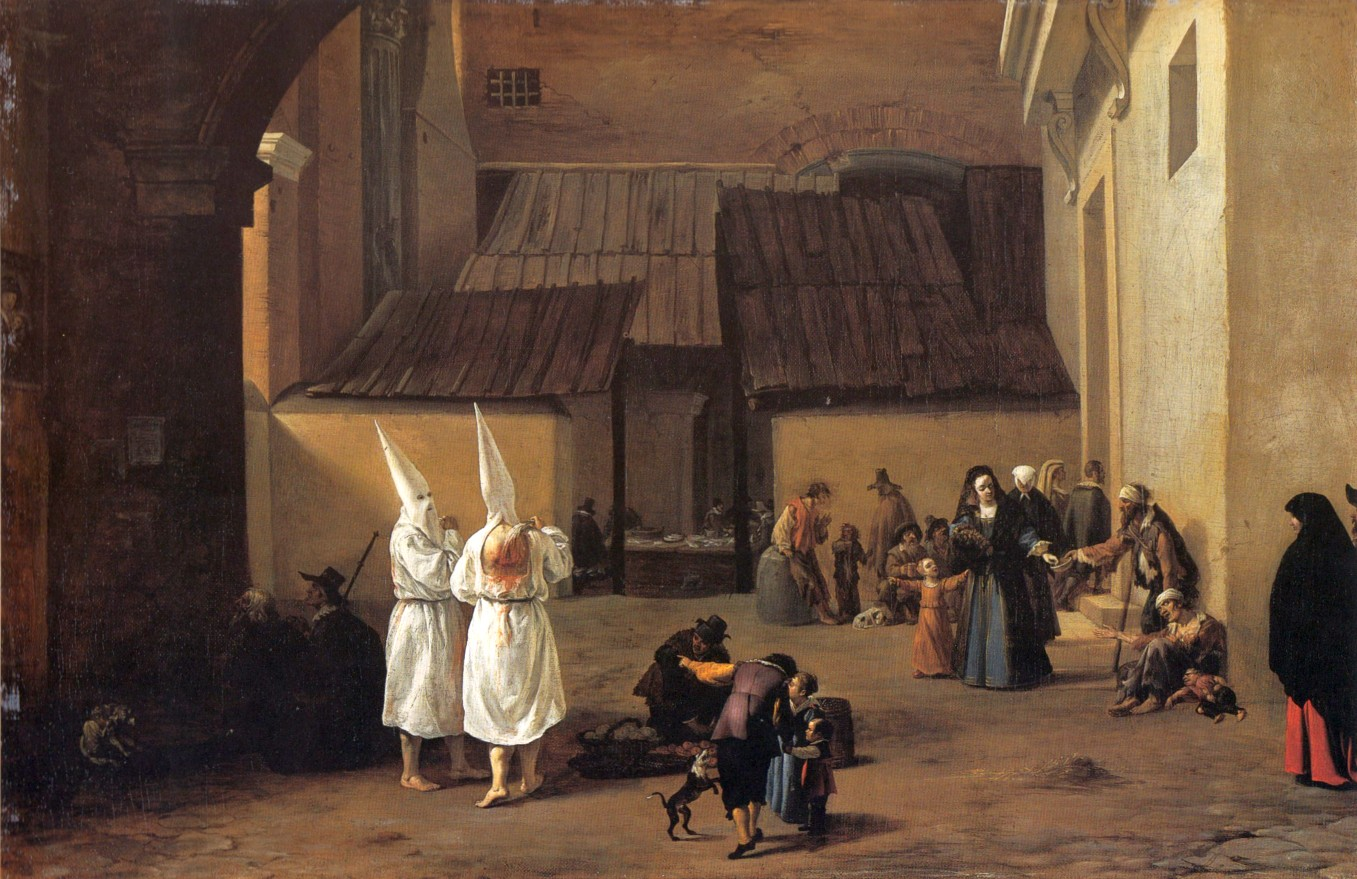
Pieter van Laer: Flagellánsok (1635)

A flagellánsok középkori mozgalom volt, melynek tagjai bűneik vezekléséül a testüket naponta ostorozták. Nevüket a latin flagello szóból kapták, amely ostorozót jelent. A flagellum szíjakból font ostor volt, melyet a rómaiak állatok ösztökélésére használtak, de ilyen kínzóeszközzel fenyítették a rabszolgákat is. A keresztények büntetésénél ólomgolyókat (plumbatae) is fontak bele.
Saját magukat Keresztes Testvéreknek nevezték (Kreuzbruder).

## Történelem
A legenda szerint a flagelláns (önostorozó) mozgalmat Páduai Szent Antal alapította a 13. század elején, ezt azonban történészek cáfolják. 
A mozgalom állítólag 1260-ban Perugia városából indult, és rövidesen Európa szerte elterjedt. Magyarországon a flagelláns mozgalom 1262-ben jelent meg.
A mozgalom az 1347-ben kirobbant és 1349-ben tetőző pestisjárvány egyik szinte elmaradhatatlan kísérőjelensége volt. A járványokat az emberek Isten büntetésének vélték, amely rossz erkölcseik miatt sújtja őket, és ezért vezekléssel kellett kiengesztelniük Istent:
„Minden ostor botszerűen nézett ki, amelyből egy háromágú kötél állt ki. A kötélen nagy csomók voltak, és ezekből a csomókból tűhegyes kampók lógtak ki, melyek olyan hosszúak voltak, mint egy búzaszem, vagy talán még annál is hosszabbak. Ilyen ostorokkal verték meztelen testüket, úgy, hogy az elkezdett vérezni. Olyan mélyen fúródott bele a testükbe a vaskampó, hogy csak másodjára tudták kirántani a húsukba belekapaszkodott vastüskét.” – írta róluk egy szemtanú. Himnuszokat énekelve vonultak keresztül a városokon, fejüket lefedve, kettős oszlopban. A menet élén hímzett zászlókat hordoztak, közvetlenül utánuk haladt a szekta elöljárója, a Mester. Ruhájuk általában fekete köpeny, nemezkalap, fehér nadrág. A köpenyen elöl és hátul, valamint a kalapon vörös keresztet viseltek.

### Egy 14. századi leírás

Az 1347-1351-es pestisjárvány terjedése Európában (Mai, 2015-ös országhatárokkal.)

Matthias von Neuenburg Bolognában tanult, Bázelban majd Strasbourgban az egyházi bíróság ügyésze volt. Az ő krónikájából származik az alábbi idézet:
„A pestisjárvány kezdetén Németországban a lakosság vonulni kezdett az utcákon önmagát ostorozva. 1349. június közepén így érkeztek vagy hétszázan Svábföldről Strassburgba. Kijelöltek maguk közül egy vezetőt és még két másik mestert, akiknek minden utasítását véghezvitték. A nap első óráiban átkeltek a Rajnán, és a felduzzadt tömeg hatalmas kört alkotott. Ennek közepén az emberek miután levetették felső ruháikat és cipőiket s csak sarokig érő vászon fehérneműiket hagyva testükön, egyik a másik után keresztbe tárt karokkal földre vetették magukat. Egymás fölött átlépve haladtak miközben gyengén érintették kengyelszíjaikkal azokat, akik már földre borultak; a sor végén levők, akik elsőként kuporodtak le újból fölkeltek, hogy magukat a csomókkal és négy vasszeggel ellátott szíjjal megostorozzák. És így haladtak tovább, népi kantátákat énekeltek az Úr segítségét kérve. Hárman közülük a kör közepére álltak s igen magas hangon énekelni kezdtek, hogy ezzel buzdítsák a többieket az ostorozásra, utánok másik három követte őket; így maradtak egy rövid ideig, majd az ének meghatározott jelére valamennyien térdre roskadtak, karjuk keresztben, arccal a földön, imádkozva és vérezve…”

## Egyházi reagálás
A flagellánsokat kezdetben szentként tisztelték, mint akik mások bűneiért vezekelnek. Több pap, sőt püspök is a mozgalom tagja volt. Az első időkben atrocitások nem történtek. Később azonban, ahogy a mozgalom radikalizálódott, az Egyház felismerte a veszélyességét, míg végül 1348. október 20-án VI. Kelemen pápa bullában tiltotta be a flagelláns mozgalmat. A szektát istentelennek minősítette, és az egyház minden tagjának azonnal ki kellett lépnie belőle.
Ott, ahol az önostorozók megjelentek, gyakran történtek túlkapások, amelyek vérengzésbe és gyújtogatásokba csaptak át. Ezek a pogromok a zsidók ellen irányultak, akiket felelőssé tettek Isten büntetéséért. A pápai bulla kihúzta a talajt a szekta alól, hiszen nyilvánosság nélkül nehéz új tagokat toborozni, és minden egyéb tekintetben is a nyilvánosság éltette a szektát. 
A XV. századi Itáliában a szekta újraéledt, itt Bianchi volt a neve. Ezt a mozgalmat is pápai rendeletek szüntették meg. A XVI. századi Franciaországban maga az uralkodó, III. Henrik alapított önostorozó társaságot a Gyümölcsoltó Miasszonyunk Vezeklőinek Kongregációja néven. E főúri társaság már csak mímelte a vezeklést, és hamarosan elsorvadt a látványosság.
Az önostorozás bevett gyakorlatként legközelebb csak az Opus Deiben, a XX. században jelent meg.

## Flagellánsok az irodalomban
- A magyar irodalom talán legjelentősebb flagellánsokról szóló alkotása Juhász Gyula: Flagellánsok éneke című verse.
- A Veszta flagelláns (1917) című elbeszélést az erdélyi Tabéry Géza (1890–1958) írta.

## Flagellánsok a néphagyományban
Magyarországon a 18. század elején még létezett a népszokás, hogy nagypénteken töviskoronás, önostorozó, kereszthordozó körmeneteket tartottak. Ezt a szokást a katolikus egyház a század közepére azonban betiltotta.